# PLCC

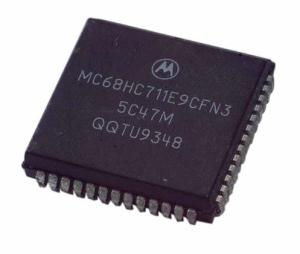
Microcontrollore Motorola MC68HC711E9CFN3 in formato QFJ52/PLCC52

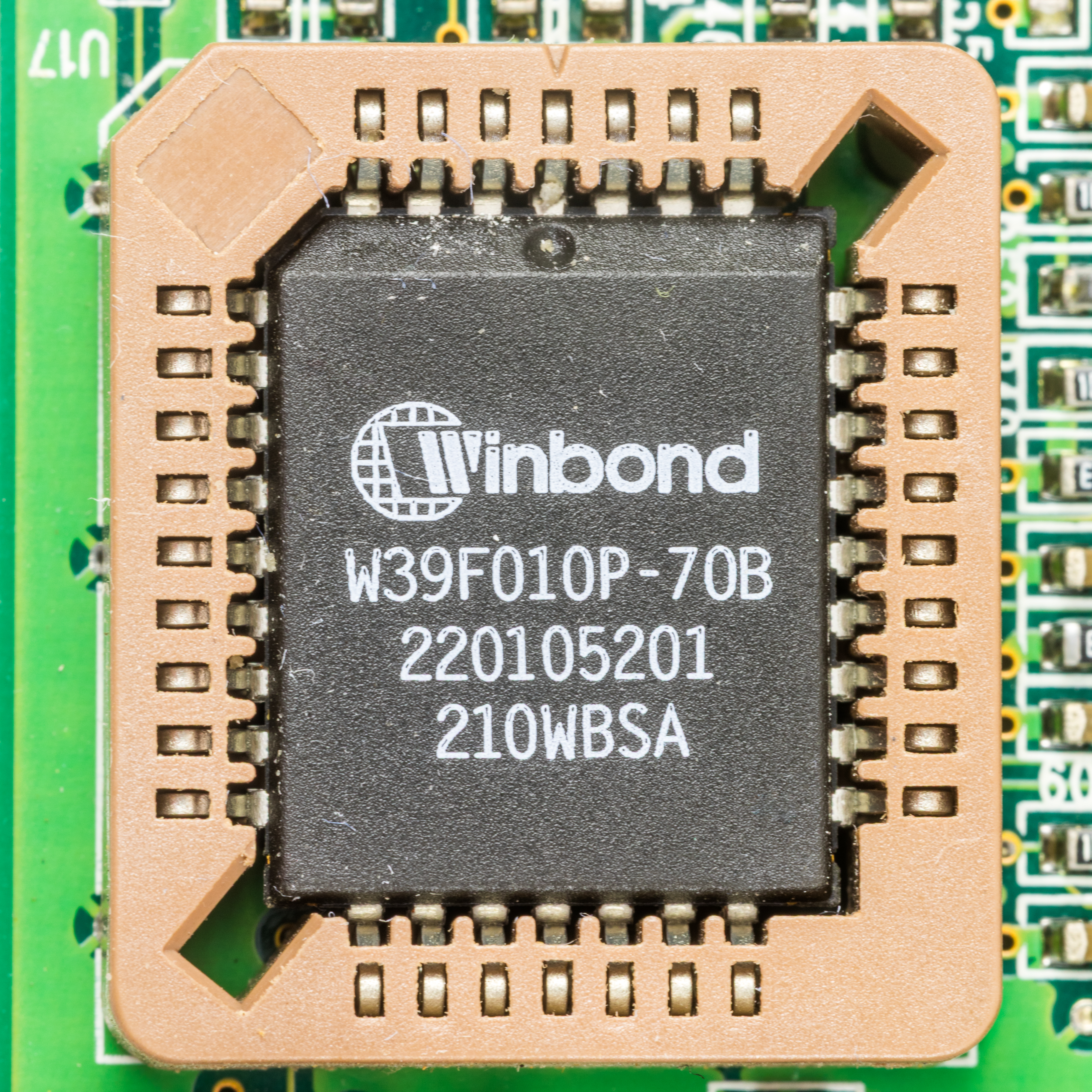
Memoria flash della Winbond in formato PLCC32 su socket

Un Plastic Leaded Chip Carrier (abbreviato PLCC), in elettronica, è un formato del contenitore, o package, di un circuito integrato. 
Questo package è ancora usato per una gran varietà di dispositivi quali memorie, processori, controllori. Esiste uno strumento apposito, detto "estrattore di PLCC", per rimuovere un PLCC dal suo socket.

## Descrizione
Di forma rettangolare o quadrata, presenta i piedini, che fuoriescono dai 4 lati, con una piegatura che gli conferisce una caratteristica forma a "J". La spaziatura dei piedini è di 1,27 mm, il loro numero varia da 20 a 84.
I package PLCC hanno dimensioni che variano da 0,89 a 2,92 cm (0,35-1,15") e sono conformi allo standard JEDEC. La configurazione dei piedini a "J" richiede meno spazio rispetto ad altri formati ed è anche meno costosa rispetto al formato LCC che non ha piedini ma contatti arrotondati. Esistono anche versioni con dissipatori termici, identici nel formato a quelli senza dissipatore.
Un circuito integrato PLCC può essere installato sia su un socket sia montato direttamente sulla scheda madre. I socket PLCC possono a loro volta essere montati direttamente sulla scheda oppure usando la tecnologia through-hole. Il motivo dietro la scelta dell'utilizzo di un socket PLCC può essere l'utilizzo di un componente che non è in grado di resistere al calore della saldatura oppure per permettere la sostituzione del componente senza interventi complicati.

## Varianti
- QFJ20 (PLCC20) - (10-0-10-0)